# Annie Award al miglior film d'animazione
L'Annie Award al miglior film d'animazione (Annie Award for Best Animated Feature) è un premio cinematografico assegnato annualmente dall'ASIFA-Hollywood dal 1992 nell'ambito degli Annie Award. Dal 1998 il premio è stato rinominato come Outstanding Achievement in an Animated Theatrical Feature, tornando alla dicitura originale nel 2001.

## Vincitori e candidati
I vincitori sono indicati in grassetto, a seguire gli altri candidati.

### Anni 1990-1999
- 1992: - La bella e la bestia (Beauty and the Beast), regia di Gary Trousdale e Kirk Wise (Walt Disney Animation Studios/Walt Disney Pictures)
  - Bambini Impossibili (Bébé's Kids), regia di Bruce Smith (Hyperion Pictures/Paramount Pictures)
  - FernGully - Le avventure di Zak e Crysta (FernGully: The Last Rainforest), regia di Bill Kroyer (Kroyer Films/20th Century Fox)
- 1993: - Aladdin, regia di Ron Clements e John Musker (Walt Disney Animation Studios/Walt Disney Pictures)
  - Piccolo Nemo - Avventure nel mondo dei sogni (リトル・ニモ), regia di Masami Hata e William Hurtz (TMS Entertainment)
  - C'era una volta nella foresta (Once Upon a Forest), regia di Charles Grosvenor (20th Century Fox)
- 1994: - Il re leone (The Lion King), regia di Roger Allers e Rob Minkoff (Walt Disney Animation Studios/Walt Disney Pictures)
  - Batman: La maschera del Fantasma (Batman: Mask of the Phantasm o Batman: The Animated Movie), regia di Eric Radomski e Bruce Timm (Warner Bros. Animation)
  - The Nightmare Before Christmas, regia di Tim Burton (Touchstone Pictures/Skellington Productions)
- 1995: - Pocahontas, regia di Mike Gabriel e Eric Goldberg (Walt Disney Animation Studios/Walt Disney Pictures)
  - In viaggio con Pippo (A Goofy Movie), regia di Kevin Lima (Walt Disney Animation Studios/Disney Television Animation)
  - L'incantesimo del lago (The Swan Princess), regia di Richard Rich (Crest Animation Productions)
- 1996: - Toy Story - Il mondo dei giocattoli (Toy Story), regia di John Lasseter (Pixar Animation Studios/Walt Disney Pictures)
  - Balto (Balto), regia di Simon Wells (Amblimation)
  - Il gobbo di Notre Dame (The Hunchback of Notre Dame), regia di Gary Trousdale e Kirk Wise (Walt Disney Animation Studios/Walt Disney Pictures)
  - James e la pesca gigante (James and the Giant Peach), regia di Henry Selick (Walt Disney Pictures/Skellington Productions/Allied Filmmakers)
- 1997: - Danny Gatto Superstar (Cats Don't Dance), regia di Mark Dindal (Turner Entertainment/Warner Bros. Animation)
  - Hercules, regia di Ron Clements e John Musker (Walt Disney Animation Studios/Walt Disney Pictures)
  - Space Jam, regia di Joe Pytka (Warner Bros. Animation)
- 1998: - Mulan, regia di Tony Bancroft e Barry Cook (Walt Disney Animation Studios/Walt Disney Pictures)
  - Anastasia, regia di Don Bluth e Gary Goldman (20th Century Fox)
  - I Married a Strange Person!, regia di Bill Plympton (Bill Plympton)
  - La spada magica - Alla ricerca di Camelot (Quest for Camelot), regia di Frederik Du Chau (Warner Bros. Animation)
- 1999: - Il gigante di ferro (The Iron Giant), regia di Brad Bird (Warner Bros. Animation)
  - A Bug's Life - Megaminimondo (A Bug's Life), regia di John Lasseter (Pixar Animation Studios/Walt Disney Pictures)
  - Il principe d'Egitto (The Prince of Egypt), regia di Simon Wells, Brenda Chapman e Steve Hickner (DreamWorks Animation)
  - South Park - Il film: più grosso, più lungo & tutto intero (South Park: Bigger, Longer & Uncut), regia di Trey Parker (Paramount Pictures/Warner Bros./Comedy Central Films)
  - Tarzan, regia di Chris Buck e Kevin Lima (Walt Disney Animation Studios/Walt Disney Pictures)

### Anni 2000-2009
- 2000: - Toy Story 2 - Woody e Buzz alla riscossa (Toy Story 2), regia di John Lasseter, Lee Unkrich e Ash Brannon (Pixar Animation Studios/Walt Disney Pictures)
  - Galline in fuga (Chicken Run), regia di Peter Lord e Nick Park (Aardman Animations/DreamWorks/Pathé)
  - Fantasia 2000, registi vari (Walt Disney Pictures/Walt Disney Feature Animation)
  - La strada per El Dorado (The Road to El Dorado), regia di Bibo Bergeron, Will Finn, Don Paul e David Silverman (DreamWorks Animation)
  - Titan A.E., regia di Don Bluth, Gary Goldman e Art Vitello (20th Century Fox Animation)
- 2001: - Shrek, regia di Andrew Adamson e Vicky Jenson (DreamWorks Animation/Pacific Data Images)
  - Blood: The Last Vampire (ブラッド ザ ラスト ヴァンパイア), regia di Hiroyuki Kitakubo (Sony Computer Entertainment/SPE Visual Works)
  - Le follie dell'imperatore (The Emperor's New Groove), regia di Mark Dindal (Walt Disney Pictures/Walt Disney Feature Animation)
  - Osmosis Jones, regia di Peter e Bobby Farrelly (Warner Bros. Animation)
- 2002: - La città incantata (千と千尋の神隠し), regia di Hayao Miyazaki (Studio Ghibli)
  - L'era glaciale (Ice Age), regia di Carlos Saldanha e Chris Wedge (20th Century Fox Animation/Blue Sky Studios)
  - Lilo & Stitch, regia di Dean DeBlois e Chris Sanders (Walt Disney Pictures/Walt Disney Feature Animation)
  - Monsters & Co. (Monsters, Inc.), regia di Pete Docter, Lee Unkrich e David Silverman (Pixar Animation Studios/Walt Disney Pictures)
  - Spirit - Cavallo selvaggio (Spirit: Stallion of the Cimarron), regia di Kelly Asbury e Lorna Cook (DreamWorks Animation)
- 2003: - Alla ricerca di Nemo (Finding Nemo), regia di Andrew Stanton, Rob Peterson e David Reynolds (Pixar Animation Studios/Walt Disney Pictures)
  - Koda, fratello orso (Brother Bear), regia di Aaron Blaise e Robert Walker (Walt Disney Pictures/Walt Disney Feature Animation)
  - Looney Tunes: Back in Action, regia di Joe Dante (Warner Bros. Animation)
  - Millennium Actress (千年女優), regia di Satoshi Kon (Go Fish Pictures)
  - Appuntamento a Belleville (Les Triplettes de Belleville), regia di Sylvain Comet (Les Armateurs)
- 2004: - Gli Incredibili - Una "normale" famiglia di supereroi (The Incredibles), regia di Brad Bird (Pixar Animation Studios/Walt Disney Pictures)
  - Ghost in the Shell - L'attacco dei cyborg (イノセンス), regia di Mamoru Oshii (Go Fish Pictures)
  - Shrek 2, regia di Andrew Adamson, Kelly Asbury e Conrad Vernon (DreamWorks Animation/Pacific Data Images)
  - SpongeBob - Il film (The SpongeBob SquarePants Movie), regia di Stephen Hillenburg (Nickelodeon Movies/Paramount Pictures)
- 2005: - Wallace & Gromit - La maledizione del coniglio mannaro (Wallace & Gromit: The Curse of the Were-Rabbit), regia di Nick Park e Steve Box (Aardman Animations/DreamWorks Animation)
  - Chicken Little - Amici per le penne (Chicken Little), regia di Mark Dindal (Walt Disney Pictures/Walt Disney Feature Animation)
  - La sposa cadavere (Corpse Bride), regia di Tim Burton e Mike Johnson (Laika/Warner Bros. Pictures)
  - Il castello errante di Howl (ハウルの動く城), regia di Hayao Miyazaki (Studio Ghibli)
  - Madagascar, regia di Eric Darnell e Tom McGrath (DreamWorks Animation/Pacific Data Images)
- 2006: - Cars - Motori ruggenti (Cars), regia di John Lasseter (Pixar Animation Studios/Walt Disney Pictures)
  - Happy Feet, regia di George Miller (Animal Logic/Kennedy Miller Mitchell/Village Roadshow Pictures/Warner Bros. Pictures)
  - Monster House, regia di Gil Kenan (Amblin Entertainment/Columbia Pictures/ImageMovers)
  - Boog & Elliot a caccia di amici (Open Season), regia di Roger Allers, Jill Culton e Anthony Stacchi (Columbia Pictures/Sony Pictures Animation)
  - La gang del bosco (Over the Hedge), regia di Tim Johnson e Karey Kirkpatrick (DreamWorks Animation/Pacific Data Images)
- 2007: - Ratatouille, regia di Brad Bird e Jan Pinkava (Pixar Animation Studios/Walt Disney Pictures)
  - Bee Movie, regia di Steve Hicker (DreamWorks Animation)
  - Persepolis, regia di Marjane Satrapi e Vincent Paronnaud (Sony Pictures Classics)
  - I Simpson - Il film (The Simpsons Movie), regia di David Silverman (20th Century Fox Animation)
  - Surf's Up - I re delle onde (Surf's Up), regia di Ash Brannon e Chris Buck (Columbia Pictures/Sony Pictures Animation)
- 2008: - Kung Fu Panda, regia di Mark Osborne e John Stevenson (DreamWorks Animation)
  - $9.99, regia di Tatia Rosenthal (Sherman Pictures/Lama Films)
  - Bolt - Un eroe a quattro zampe (Bolt), regia di Chris Williams e Byron Howard (Walt Disney Pictures/Walt Disney Feature Animation)
  - WALL•E, regia di Andrew Stanton (Pixar Animation Studios/Walt Disney Pictures)
  - Valzer con Bashir (Vals Im Bashir), regia di Ari Folman (Sony Pictures Classics/Razor Films)
- 2009: - Up, regia di Pete Docter e Bob Peterson (Pixar Animation Studios/Walt Disney Pictures)
  - Piovono polpette (Cloudy with a Chance of Meatballs), regia di Phil Lord e Christopher Miller (Columbia Pictures/Sony Pictures Animation)
  - Coraline e la porta magica (Coraline), regia di Henry Selick (Laika)
  - Fantastic Mr. Fox, regia di Wes Anderson (20th Century Fox Animation/American Empirical Pictures/Indian Paintbrush/Regency Enterprises)
  - La principessa e il ranocchio (The Princess and the Frog), regia di Ron Clements e John Musker (Walt Disney Pictures/Walt Disney Animation Studios)
  - The Secret of Kells, regia di Tomm Moore e Nora Twomey (Cartoon Saloon/GKIDS)

### Anni 2010-2019
- 2010: - Dragon Trainer (How to Train Your Dragon), regia di Chris Sanders e Dean DeBlois (DreamWorks Animation)
  - Cattivissimo me (Despicable Me), regia di Pierre Coffin e Chris Renaud (Illumination Entertainment/Universal Pictures)
  - L'illusionista (L'Illusionniste), regia di Sylvain Chomet (Pathé/Django Films)
  - Rapunzel - L'intreccio della torre (Tangled), regia di Nathan Greno e Byron Howard (Walt Disney Pictures/Walt Disney Animation Studios)
  - Toy Story 3 - La grande fuga (Toy Story 3), regia di Lee Unkrich (Pixar Animation Studios/Walt Disney Pictures)
- 2011: - Rango, regia di Gore Verbinski (Nickelodeon Movies/Paramount Pictures)
  - Le avventure di Tintin - Il segreto dell'Unicorno (The Adventures of Tintin), regia di Steven Spielberg (Amblin Entertainment/Columbia Pictures/The Kennedy/Marshall Company/Nickelodeon Movies/Paramount Pictures/WingNut Films)
  - Il figlio di Babbo Natale (Arthur Christmas), regia di Sarah Smith (Aardman Animations/Columbia Pictures/Sony Pictures Animation)
  - Cars 2, regia di John Lasseter e Brad Lewis (Pixar Animation Studios/Walt Disney Pictures)
  - Un gatto a Parigi (Une vie de chat), regia di Jean-Loup Felicioli e Alain Gagnol (Folimage/France 3)
  - Chico & Rita (Chico and Rita), regia di Fernando Trueba, Javier Mariscal e Tono Errando (Magic Light Pictures)
  - Kung Fu Panda 2, regia di Jennifer Yuh (DreamWorks Animation)
  - Il gatto con gli stivali (Puss in Boots), regia di Chris Miller (DreamWorks Animation)
  - Rio, regia di Carlos Saldanha (20th Century Fox Animation/Blue Sky Studios)
  - Arrugas - Rughe (Arrugas), regia di Ignacio Ferreras (Perro Verde Films)
- 2012: - Ralph Spaccatutto (Wreck-It Ralph), regia di Rich Moore (Walt Disney Pictures/Walt Disney Animation Studios)
  - Ribelle - The Brave (Brave), regia di Mark Andrews e Brenda Chapman (Pixar Animation Studios/Walt Disney Pictures)
  - Frankenweenie, regia di Tim Burton (Walt Disney Pictures)
  - Hotel Transylvania, regia di Genndy Tartakovsky (Columbia Pictures/Sony Pictures Animation)
  - ParaNorman, regia di Sam Fell e Chris Butler (Laika)
  - Pirati! Briganti da strapazzo (The Pirates! In an Adventure with Scientists!), regia di Peter Lord e Jeff Newitt (Aardman Animations/Sony Pictures Animation)
  - Le Chat du rabbin, regia di Joann Sfar e Antoine Delesvaux (Autochenille Production)
  - Le 5 leggende (Rise of the Guardians), regia di Peter Ramsey (DreamWorks Animation)
- 2013: - Frozen - Il regno di ghiaccio (Frozen), regia di Chris Buck e Jennifer Lee (Walt Disney Pictures/Walt Disney Animation Studios)
  - I Croods (The Croods), regia di Kirk De Micco e Chris Sanders (DreamWorks Animation)
  - Cattivissimo me 2 (Despicable Me 2), regia di Pierre Coffin e Chris Renaud (Illumination Entertainment/Universal Pictures)
  - Ernest & Celestine (Ernest et Célestine), regia di Stéphane Aubier, Vincent Patar e Benjamin Renner (La Parti Productions)
  - Una lettera per Momo (ももへの手紙), regia di Hiroyuki Okiura (Production I.G)
  - Monsters University, regia di Dan Scanlon (Pixar Animation Studios/Walt Disney Pictures)
  - Si alza il vento (風立ちぬ), regia di Hayao Miyazaki (Studio Ghibli)
- 2014: - Dragon Trainer 2 (How to Train Your Dragon 2), regia di Dean DeBlois (DreamWorks Animation)
  - Big Hero 6, regia di Don Hall e Chris Williams (Walt Disney Pictures/Walt Disney Animation Studios)
  - Il libro della vita (The Book of Life), regia di Jorge R. Gutierrez (Reel FX)
  - Boxtrolls - Le scatole magiche (The Boxtrolls), regia di Graham Annable e Anthony Stacchi (Laika/Focus Features)
  - Cheatin', regia di Bill Plympton (Plymptoons Studio)
  - The LEGO Movie, regia di Phil Lord e Christopher Miller (Warner Bros. Pictures)
  - La canzone del mare (Song of the Sea), regia di Tomm Moore (Cartoon Saloon)
  - La storia della Principessa Splendente (かぐや姫の物語), regia di Isao Takahata (Studio Ghibli)
- 2015: - Inside Out, regia di Pete Docter (Pixar Animation Studios/Walt Disney Pictures)
  - Anomalisa, regia di Charlie Kaufman e Duke Johnson (Paramount Pictures)
  - Il viaggio di Arlo (The Good Dinosaur), regia di Peter Sohn (Pixar Animation Studios/Walt Disney Pictures)
  - Snoopy & Friends - Il film dei Peanuts (The Peanuts Movie), regia di Steve Martino (20th Century Fox Animation/Blue Sky Studios)
  - Shaun, vita da pecora - Il film (Shaun the Sheep Movie), regia di Richard Starzak e Mark Burton (Aardman Animations)
- 2016: - Zootropolis (Zootopia), regia di Byron Howard e Rich Moore (Walt Disney Pictures/Walt Disney Animation Studios)
  - Alla ricerca di Dory (Finding Dory), regia di Andrew Stanton e Angus MacLane (Pixar Animation Studios/Walt Disney Pictures)
  - Kubo e la spada magica (Kubo and the Two Strings), regia di Travis Knight (Laika)
  - Kung Fu Panda 3, regia di Jennifer Yuh e Alessandro Carloni (DreamWorks Animation)
  - Oceania (Moana), regia di Ron Clements e John Musker (Walt Disney Pictures/Walt Disney Animation Studios)
- 2017: - Coco, regia di Lee Unkrich e Adrian Molina (Pixar Animation Studios/Walt Disney Pictures)
  - Baby Boss (The Boss Baby), regia di Tom McGrath (DreamWorks Animation)
  - Capitan Mutanda - Il film (Captain Underpants: The First Epic Movie), regia di David Soren (DreamWorks Animation)
  - Cars 3, regia di Brian Fee (Pixar Animation Studios/Walt Disney Pictures)
  - Cattivissimo me 3 (Despicable Me 3), regia di Pierre Coffin, Kyle Balda e Eric Guillon (Illumination Entertainment/Universal Pictures)
- 2018: - Spider-Man - Un nuovo universo (Spider-Man: Into the Spider-Verse), regia di Bob Persichetti, Peter Ramsey e Rodney Rothman
  - I primitivi (Early Men), regia di Nick Park
  - Gli Incredibili 2 (Incredibles 2), regia di Brad Bird
  - L'isola dei cani (Isle of Dogs), regia di Wes Anderson
  - Ralph spacca Internet (Ralph Breaks the Internet), regia di Phil Johnston e Rich Moore
- 2019: - Klaus - I segreti del Natale (Klaus), regia di Sergio Pablos
  - Frozen II - Il segreto di Arendelle (Frozen II), regia di Chris Buck e Jennifer Lee
  - Dragon Trainer - Il mondo nascosto (How to Train Your Dragon: The Hidden World), regia di Dean DeBlois
  - Missing Link, regia di Chris Butler
  - Toy Story 4, regia di Josh Cooley

### Anni 2020-2029
- 2020[1]: 
  - Soul, regia di Pete Docter e Kemp Powers (Pixar Animation Studios)
  - Onward - Oltre la magia (Onward), regia di Dan Scanlon (Pixar Animation Studios/Walt Disney Pictures)
  - I Croods 2 - Una nuova era (The Croods: A New Age), regia di Joel Crawford (DreamWorks Animation)
  - La famiglia Willoughby (The Willoughbys), regia di Kris Pearn (BRON Animation)
  - Trolls World Tour, regia di Walt Dohrn e David P. Smith (DreamWorks Animation)
- 2021: 
  - I Mitchell contro le macchine (The Mitchells vs the Machines), regia di Mike Rianda e Jeff Rowe (Sony Pictures Animation)
  - Encanto, regia di Byron Howard e Jared Bush (Walt Disney Pictures/Walt Disney Animation Studios)
  - Luca, regia di Enrico Casarosa (Pixar Animation Studios)
  - Sing 2 - Sempre più forte (Sing 2), regia di Garth Jennings (Illumination Entertainment)
  - Raya e l'ultimo drago (Raya and the Last Dragon), regia di Don Hall e Carlos López Estrada (Walt Disney Pictures/Walt Disney Animation Studios)

- 2023[2][3]:
  - Pinocchio di Guillermo del Toro (Guillermo del Toro's Pinocchio), regia di Guillermo del Toro e Mark Gustafson
  - Il gatto con gli stivali 2 - L'ultimo desiderio (Puss in Boots: The Last Wish), regia di Joel Crawford
  - Red (Turning Red), regia di Domee Shi
  - Wendell & Wild, regia di Henry Selick
  - Il mostro dei mari (The Sea Beast), regia di Chris Williams
- 2024[4]:
  - Spider-Man: Across the Spider-Verse, regia di Joaquim Dos Santos, Kemp Powers e Justin K. Thompson
  - Nimona, regia di Nick Bruno e Troy Quane
  - Il ragazzo e l'airone (The Boy and the Heron), regia di Hayao Miyazaki
  - Tartarughe Ninja - Caos Mutante (Teenage Mutant Ninja Turtles: Mutant Mayhem), regia di Jeff Rowe
  - Suzume, regia di Makoto Shinkai